# Ronde van Frankrijk 2025/Startlijst
Deze pagina bevat de startlijst van de 112e Ronde van Frankrijk die in 2025 op zaterdag 5 juli van start ging in Lille. In totaal nemen er 23 ploegen deel aan de rittenkoers die elk met acht renners van start gaan, wat het totaal aantal deelnemers op 184 brengt.

## Overzicht

### UAE Team Emirates
| rugnummer | renner           | prestaties deze ronde | opmerkingen                 | eindklassering  |
| --------- | ---------------- | --- | --------------------------- | --------------- |
| 1         | Tadej Pogačar    | Winnaar: 4e, 7e, 12e, 13e etappe 5e, 7e, 8e, 9e, 12e, 13e, 14e, 15e, 16e, 17e, 18e, 19e, 20e en 21e etappe 5e en 7e etappe 2e, 4e, 5e, 12e, 13e, 16e, 17e, 18e 19e, 20e en 21e etappe | Eindwinnaar gele trui       | 76u00'32"       |
| 2         | João Almeida     | | Opgave tijdens de 9e etappe | DNF             |
| 3         | Jhonatan Narváez | |                             | 13e op 1u04'36" |
| 4         | Nils Politt      | |                             | 75e op 3u44'45" |
| 5         | Pavel Sivakov    | |                             | 87e op 3u54y19" |
| 6         | Marc Soler       | |                             | 29e op 2u21'01" |
| 7         | Tim Wellens      | Winnaar: 15e etappe 3e, 6e, 7e, 8e en 9e etappe |                             | 37e op 2u38'24" |
| 8         | Adam Yates       | |                             | 24e op 1u48'41" |

### Visma|Lease a Bike
| rugnummer | renner             | prestaties deze ronde                                                                       | opmerkingen                   | eindklassering   |
| --------- | ------------------ | ------------------------------------------------------------------------------------------- | ----------------------------- | ---------------- |
| 11        | Jonas Vingegaard   |                                                                                             |                               | op 4'24"         |
| 12        | Edoardo Affini     |                                                                                             |                               | 118e op 5u54'53" |
| 13        | Tiesj Benoot       |                                                                                             |                               | 54e op 3u10'19"  |
| 14        | Victor Campenaerts |                                                                                             |                               | 28e op 2u20'36"  |
| 15        | Matteo Jorgenson   |                                                                                             |                               | 19e op 1u29'28"  |
| 16        | Sepp Kuss          |                                                                                             |                               | 17e op 1u20'24"  |
| 17        | Wout van Aert      | Winnaar: 21e etappe                                                                         |                               | 67e op 3u34'06"  |
| 18        | Simon Yates        | Winnaar: 10e etappe                                                                         |                               | 15e op 1u17'30"  |
|           | Team               | 4e, 5e, 6e, 7e, 8e, 9e, 10e, 11e, 12e, 13e, 14e, 15e, 16e, 17e, 18e, 19e, 20e en 21e etappe | Eindwinnaar ploegenklassement |                  |

### Soudal Quick-Step
| rugnummer | renner                 | prestaties deze ronde                                     | opmerkingen                  | eindklassering   |
| --------- | ---------------------- | --------------------------------------------------------- | ---------------------------- | ---------------- |
| 21        | Remco Evenepoel        | Winnaar: 5e etappe 5e, 6e , 7e, 8e, 9e, 12e en 13e etappe | Opgave tijdens de 14e etappe | DNF              |
| 22        | Mattia Cattaneo        |                                                           | Opgave tijdens de 7e etappe  | DNF              |
| 23        | Pascal Eenkhoorn       |                                                           |                              | 49e op 3u00'57"  |
| 24        | Tim Merlier            | Winnaar: 3e en 9e etappe                                  |                              | 148e op 5u37'19" |
| 25        | Valentin Paret-Peintre | Winnaar: 16e etappe                                       |                              | 41e op 2u47'05"  |
| 26        | Maximilian Schachmann  |                                                           |                              | 68e op 3u35'01"  |
| 27        | Bert Van Lerberghe     |                                                           |                              | 147e op 5u36'47" |
| 28        | Ilan Van Wilder        |                                                           |                              | 32e op 2u23'14"  |

### EF Education-EasyPost
| rugnummer | renner              | prestaties deze ronde                                                        | opmerkingen                         | eindklassering   |
| --------- | ------------------- | ---------------------------------------------------------------------------- | ----------------------------------- | ---------------- |
| 31        | Ben Healy           | Winnaar: 6e etappe 10e en 11e etappe 10e en 11e etappe 6e, 10e en 16e etappe | Eindwinnaar Prijs van de Strijdlust | 9e op 28'02"     |
| 32        | Vincenzo Albanese   |                                                                              |                                     | 114e op 4u48'20" |
| 33        | Kasper Asgreen      |                                                                              |                                     | 91e op 3u58'25"  |
| 34        | Alex Baudin         |                                                                              |                                     | 46e op 2u56'15"  |
| 35        | Neilson Powless     |                                                                              |                                     | 47e op 2u58'52"  |
| 36        | Harry Sweeny        | 20e etappe                                                                   |                                     | 35e op 2u27'58"  |
| 37        | Michael Valgren     |                                                                              |                                     | 72e op 3u37'01"  |
| 38        | Marijn van den Berg |                                                                              | Niet gestart in de 10e etappe       | DNF              |

### Intermarché-Wanty
| rugnummer | renner                    | prestaties deze ronde | opmerkingen                   | eindklassering   |
| --------- | ------------------------- | --------------------- | ----------------------------- | ---------------- |
| 41        | Biniam Girmay             | 1e etappe             |                               | 132e op 5u14'55" |
| 42        | Louis Barré               |                       |                               | 82e op 3u51'34"  |
| 43        | Vito Braet                |                       |                               | 143e op 5u32'04" |
| 44        | Hugo Page                 |                       |                               | 138e op 5u24'23" |
| 45        | Laurenz Rex               |                       |                               | 141e op 5u29'16" |
| 46        | Jonas Rutsch              |                       |                               | 128e op 5u11'07" |
| 47        | Roel van Sintmaartensdijk |                       |                               | 156e op 5u44'11" |
| 48        | Georg Zimmermann          |                       | Niet gestart in de 10e etappe | DNF              |

### Bahrain-Victorious
| rugnummer | renner            | prestaties deze ronde                        | opmerkingen                 | eindklassering   |
| --------- | ----------------- | -------------------------------------------- | --------------------------- | ---------------- |
| 51        | Santiago Buitrago |                                              |                             | 40e op 2u45'48"  |
| 52        | Phil Bauhaus      |                                              |                             | 151e op 5u39'29" |
| 53        | Kamil Gradek      |                                              |                             | 155e op 5u43'51" |
| 54        | Jack Haig         |                                              | Opgave tijdens de 7e etappe | DNF              |
| 55        | Lenny Martinez    | 10e, 11e, 14e en 15e etappe 4e en 14e etappe |                             | 79e op 3u49'05"  |
| 56        | Matej Mohorič     |                                              |                             | 126e op 5u10'17" |
| 57        | Robert Stannard   |                                              |                             | 123e op 5u03'30" |
| 58        | Fred Wright       |                                              |                             | 104e op 4u22'52" |

### INEOS Grenadiers
| rugnummer | renner           | prestaties deze ronde      | opmerkingen                   | eindklassering   |
| --------- | ---------------- | -------------------------- | ----------------------------- | ---------------- |
| 61        | Geraint Thomas   |                            |                               | 58e op 3u14'57"  |
| 62        | Thymen Arensman  | Winnaar: 14e en 19e etappe | Beste Nederlander             | 12e op 52'41"    |
| 63        | Tobias Foss      |                            |                               | 70e op 3u35'15"  |
| 64        | Filippo Ganna    |                            | Opgave tijdens de 1e etappe   | DNF              |
| 65        | Axel Laurance    |                            |                               | 53e op 3u10'10"  |
| 66        | Carlos Rodríguez |                            | Niet gestart in de 18e etappe | DNF              |
| 67        | Connor Swift     |                            |                               | 109e op 4u40'30" |
| 68        | Samuel Watson    |                            |                               | 115e op 4u50'14" |

### Red Bull-BORA-hansgrohe
| rugnummer | renner           | prestaties deze ronde                           | opmerkingen                   | eindklassering   |
| --------- | ---------------- | ----------------------------------------------- | ----------------------------- | ---------------- |
| 71        | Primož Roglič    |                                                 |                               | 8e op 25'30"     |
| 72        | Florian Lipowitz | 14e, 15e, 16e, 17e, 18e, 19e, 20e en 21e etappe | Eindwinnaar witte trui        | op 11'00"        |
| 73        | Jordi Meeus      |                                                 |                               | 158e op 5u48'25" |
| 74        | Gianni Moscon    |                                                 |                               | 105e op 4u30'56" |
| 75        | Laurence Pithie  |                                                 |                               | 89e op 3u54'44"  |
| 76        | Mick van Dijke   |                                                 |                               | 113e op 4u46'50" |
| 77        | Danny van Poppel |                                                 | Niet gestart in de 17e etappe | DNF              |
| 78        | Aleksandr Vlasov |                                                 |                               | 27e op 2u16'15"  |

### Lidl-Trek
| rugnummer | renner            | prestaties deze ronde | opmerkingen                  | eindklassering   |
| --------- | ----------------- | --- | ---------------------------- | ---------------- |
| 81        | Jonathan Milan    | Winnaar: 8e en 17e etappe 3e, 4e, 6e, 8e, 9e, 10e, 11e, 12e, 13e, 14e, 15e, 16e, 17e, 18e, 19e etappe, 20e en 21e etappe | Eindwinnaar groene trui      | 146e op 5u35'35" |
| 82        | Simone Consonni   | |                              | 160e op 5u51'40" |
| 83        | Thibau Nys        | |                              | 116e op 4u50'42" |
| 84        | Quinn Simmons     | |                              | 59e op 3u17'36"  |
| 85        | Mattias Skjelmose | | Opgave tijdens de 14e etappe | DNF              |
| 86        | Toms Skujiņš      | |                              | 95e op 4u04'16"  |
| 87        | Jasper Stuyven    | |                              | 62e op 3u26'11"  |
| 88        | Edward Theuns     | |                              | 159e op 5u51'25" |

### Groupama-FDJ
| rugnummer | renner           | prestaties deze ronde | opmerkingen                   | eindklassering   |
| --------- | ---------------- | --------------------- | ----------------------------- | ---------------- |
| 91        | Guillaume Martin |                       |                               | 16e op 1u18'07"  |
| 92        | Lewis Askey      |                       |                               | 127e op 5u10'40" |
| 93        | Cyril Barthe     |                       | Niet gestart in de 18e etappe | DNF              |
| 94        | Romain Grégoire  |                       |                               | 34e op 2u25'58"  |
| 95        | Valentin Madouas |                       |                               | 21e op 1u39'46"  |
| 96        | Quentin Pacher   | 17e etappe            |                               | 45e op 2u56'00"  |
| 97        | Paul Penhoët     |                       |                               | 111e op 4u44'44" |
| 98        | Clément Russo    |                       |                               | 93e op 4u01'44"  |
|           | Team             | 2e en 3e etappe       |                               |                  |

### Alpecin-Deceuninck
| rugnummer | renner               | prestaties deze ronde                      | opmerkingen                   | eindklassering   |
| --------- | -------------------- | ------------------------------------------ | ----------------------------- | ---------------- |
| 101       | Jasper Philipsen     | Winnaar: 1e etappe 1e en 2e etappe         | Opgave tijdens de 3e etappe   | DNF              |
| 102       | Silvan Dillier       |                                            |                               | 131e op 5u14'12" |
| 103       | Kaden Groves         | Winnaar: 20e etappe                        |                               | 86e op 3u53'29"  |
| 104       | Xandro Meurisse      |                                            | Beste Belg                    | 22e op 1u43'46"  |
| 105       | Jonas Rickaert       | 9e etappe                                  |                               | 98e op 4u11'17"  |
| 106       | Mathieu van der Poel | Winnaar: 2e etappe 2e, 3e, 4e en 6e etappe | Niet gestart in de 16e etappe | DNF              |
| 107       | Gianni Vermeersch    |                                            |                               | 103e op 4u22'29" |
| 108       | Emiel Verstrynge     |                                            |                               | 65e op 3u28'01"  |

### Tudor Pro Cycling Team
| rugnummer | renner             | prestaties deze ronde | opmerkingen | eindklassering   |
| --------- | ------------------ | --------------------- | ----------- | ---------------- |
| 111       | Julian Alaphilippe |                       |             | 56e op 3u13'20"  |
| 112       | Alberto Dainese    |                       |             | 118e op 4u56'31" |
| 113       | Marco Haller       |                       |             | 97e op 4u09'24"  |
| 114       | Marc Hirschi       |                       |             | 78e op 3u48'37"  |
| 115       | Fabian Lienhard    |                       |             | 157e op 5u46'00" |
| 116       | Marius Mayrhofer   |                       |             | 83e op 3u53'18"  |
| 117       | Michael Storer     | 15e etappe            |             | 42e op 2u50'51"  |
| 118       | Matteo Trentin     |                       |             | 99e op 4u12'31"  |
|           | Team               | 1e etappe             |             |                  |

### Team Jayco AlUla
| rugnummer | renner            | prestaties deze ronde | opmerkingen                 | eindklassering   |
| --------- | ----------------- | --------------------- | --------------------------- | ---------------- |
| 121       | Ben O'Connor      | Winnaar: 18e etappe   |                             | 11e op 34'34"    |
| 122       | Eddie Dunbar      |                       | Opgave tijdens de 8e etappe | DNF              |
| 123       | Luke Durbridge    |                       |                             | 137e op 5u23'21" |
| 124       | Dylan Groenewegen |                       |                             | 150e op 5u38'24" |
| 125       | Luka Mezgec       |                       |                             | 152e op 5u40'08" |
| 126       | Luke Plapp        |                       |                             | 121e op 5u02'34" |
| 127       | Elmar Reinders    |                       |                             | 140e op 5u28'50" |
| 128       | Mauro Schmid      |                       |                             | 101e op 4u14'00" |

### Arkéa-B&B Hotels
| rugnummer | renner             | prestaties deze ronde | opmerkingen | eindklassering   |
| --------- | ------------------ | --------------------- | ----------- | ---------------- |
| 131       | Kévin Vauquelin    | 2e, 3e en 4e etappe   |             | 7e op 22'35"     |
| 132       | Amaury Capiot      |                       |             | 136e op 5u22'38" |
| 133       | Ewen Costiou       | 7e etappe             |             | 51e op 3u06'35"  |
| 134       | Arnaud Démare      |                       |             | 152e op 5u40'35" |
| 135       | Raúl García Pierna |                       |             | 26e op 2u15'58"  |
| 136       | Mathis Le Berre    |                       |             | 61e op 3u25'28"  |
| 137       | Cristián Rodríguez |                       |             | 20e op 1u36'15"  |
| 138       | Clément Venturini  |                       |             | 43e op 2u52'39"  |

### Movistar Team
| rugnummer | renner              | prestaties deze ronde | opmerkingen                  | eindklassering   |
| --------- | ------------------- | --------------------- | ---------------------------- | ---------------- |
| 141       | Enric Mas           |                       | Opgave tijdens de 18e etappe | DNF              |
| 142       | William Barta       |                       |                              | 102e op 4u20'07" |
| 143       | Pablo Castrillo     |                       |                              | 110e op 4u42'51" |
| 144       | Nélson Oliveira     |                       |                              | 74e op 3u41'03"  |
| 145       | Iván García Cortina |                       |                              | 117e op 4u53'18" |
| 146       | Gregor Mühlberger   |                       |                              | 18e op 1u28'17"  |
| 147       | Iván Romeo          |                       |                              | 107e op 4u33'49" |
| 148       | Einer Rubio         |                       |                              | 31e op 2u21'56"  |

### Decathlon AG2R La Mondiale Team
| rugnummer | renner                 | prestaties deze ronde | opmerkingen                 | eindklassering  |
| --------- | ---------------------- | --------------------- | --------------------------- | --------------- |
| 151       | Felix Gall             |                       |                             | 5e op 17'12"    |
| 152       | Bruno Armirail         | 2e en 12e etappe      |                             | 50e op 3u03'12" |
| 153       | Clément Berthet        |                       |                             | 36e op 2u32'50" |
| 154       | Stefan Bissegger       |                       | Opgave tijdens de 1e etappe | DNF             |
| 155       | Oliver Naesen          |                       |                             | 73e op 3u39'28" |
| 156       | Aurélien Paret-Peintre |                       |                             | 25e op 2u12'52" |
| 157       | Callum Scotson         |                       |                             | 33e op 2u25'40" |
| 158       | Bastien Tronchon       |                       |                             | 77e op 3u46'36" |

### Cofidis
| rugnummer | renner           | prestaties deze ronde | opmerkingen                   | eindklassering   |
| --------- | ---------------- | --------------------- | ----------------------------- | ---------------- |
| 161       | Emanuel Buchmann |                       |                               | 30e op 2u21'34"  |
| 162       | Alex Aranburu    |                       |                               | 81e op 3u49'29"  |
| 163       | Bryan Coquard    |                       | Niet gestart in de 14e etappe | DNF              |
| 164       | Jon Izagirre     |                       |                               | 69e op 3u35'02"  |
| 165       | Alexis Renard    |                       |                               | 145e op 5u34'56" |
| 166       | Dylan Teuns      |                       |                               | 90e op 3u55'48"  |
| 167       | Benjamin Thomas  | 1e etappe             |                               | 154e op 5u41'16" |
| 168       | Damien Touzé     |                       |                               | 94e op 4u01'48"  |

### XDS Astana Team
| rugnummer | renner              | prestaties deze ronde | opmerkingen                   | eindklassering   |
| --------- | ------------------- | --------------------- | ----------------------------- | ---------------- |
| 171       | Harold Tejada       |                       |                               | 44e op 2u54'34"  |
| 172       | Davide Ballerini    |                       |                               | 135e op 5u20'28" |
| 173       | Cees Bol            |                       | Niet gestart in de 12e etappe | DNF              |
| 174       | Clément Champoussin |                       |                               | 85e op 3u53'27"  |
| 175       | Jevgeni Fjodorov    |                       | Niet gestart in de 20e etappe | DNF              |
| 176       | Sergio Higuita      |                       |                               | 14e op 1u08'19"  |
| 177       | Mike Teunissen      |                       |                               | 80e op 3u49'28"  |
| 178       | Simone Velasco      |                       |                               | 38e op 2u41'31"  |

### Team TotalEnergies
| rugnummer | renner             | prestaties deze ronde | opmerkingen                  | eindklassering   |
| --------- | ------------------ | --------------------- | ---------------------------- | ---------------- |
| 181       | Steff Cras         |                       | Opgave tijdens de 14e etappe | DNF              |
| 182       | Mathieu Burgaudeau | 8e etappe             |                              | 63e op 3u26'18"  |
| 183       | Alexandre Delettre |                       |                              | 55e op 3u12'28"  |
| 184       | Thomas Gachignard  |                       |                              | 60e op 3u23'14"  |
| 185       | Emilien Jeannière  |                       | Niet gestart in de 5e etappe | DNF              |
| 186       | Jordan Jegat       |                       |                              | 10e op 32'42"    |
| 187       | Anthony Turgis     |                       |                              | 106e op 4u31'58" |
| 188       | Mattéo Vercher     | 1e etappe             |                              | 124e op 5u06'33" |

### Team Picnic PostNL
| rugnummer | renner               | prestaties deze ronde | opmerkingen | eindklassering   |
| --------- | -------------------- | --------------------- | ----------- | ---------------- |
| 191       | Oscar Onley          |                       |             | 4e op 12'12"     |
| 192       | Warren Barguil       |                       |             | 23e op 1u48'09"  |
| 193       | Pavel Bittner        |                       |             | 133e op 5u17'44" |
| 194       | Sean Flynn           |                       |             | 134e op 5u18'13" |
| 195       | Tobias Lund Andresen |                       |             | 96e op 4u06'51"  |
| 196       | Niklas Märkl         |                       |             | 112e op 4u46'23" |
| 197       | Tim Naberman         |                       |             | 120e op 5u00'03" |
| 198       | Frank van den Broek  |                       |             | 39e op 2u45'44"  |

### Israel-Premier Tech
| rugnummer | renner            | prestaties deze ronde | opmerkingen | eindklassering   |
| --------- | ----------------- | --------------------- | ----------- | ---------------- |
| 201       | Michael Woods     |                       |             | 52e op 3u06'59"  |
| 202       | Pascal Ackermann  |                       |             | 125e op 5u09'57" |
| 203       | Joseph Blackmore  |                       |             |                  |
| 204       | Guillaume Boivin  |                       |             | 149e op 5u37'44" |
| 205       | Matis Louvel      |                       |             | 100e op 4u13'01" |
| 206       | Aleksej Loetsenko |                       |             | 92e op 3u59'52"  |
| 207       | Krists Neilands   |                       |             | 88e op 3u54'25"  |
| 208       | Jake Stewart      |                       |             | 108e op 4u36'37" |

### Lotto
| rugnummer | renner              | prestaties deze ronde | opmerkingen                   | eindklassering   |
| --------- | ------------------- | --------------------- | ----------------------------- | ---------------- |
| 211       | Arnaud De Lie       |                       |                               | 142e op 5u29'35" |
| 212       | Jenno Berckmoes     |                       |                               | 66e op 3u33'12"  |
| 213       | Jasper De Buyst     |                       | Niet gestart in de 5e etappe  | DNF              |
| 214       | Jarrad Drizners     |                       |                               | 129e op 5u11'17" |
| 215       | Sébastien Grignard  |                       |                               | 144e op 5u33'48" |
| 216       | Eduardo Sepúlveda   |                       |                               | 122e op 5u02'54" |
| 217       | Lennert Van Eetvelt |                       | Niet gestart in de 15e etappe | DNF              |
| 218       | Brent Van Moer      |                       |                               | 84e op 3u53'19"  |

### Uno-X Mobility
| rugnummer | renner                     | prestaties deze ronde | opmerkingen                  | eindklassering   |
| --------- | -------------------------- | --------------------- | ---------------------------- | ---------------- |
| 221       | Tobias Halland Johannessen |                       |                              | 6e op 20'14"     |
| 222       | Jonas Abrahamsen           | Winnaar: 11e etappe   |                              | 71e op 3u36'21"  |
| 223       | Magnus Cort                |                       |                              | 130e op 5u11'51" |
| 224       | Stian Fredheim             |                       |                              | 139e op 5u26'41" |
| 225       | Markus Hoelgaard           |                       |                              | 64e op 3u26'29"  |
| 226       | Anders Halland Johannessen |                       |                              | 76e op 3u46'02"  |
| 227       | Andreas Leknessund         |                       |                              | 57e op 3u14'44"  |
| 228       | Søren Wærenskjold          |                       | Opgave tijdens de 10e etappe | DNF              |

## Deelnemers per land
| Deelnemers | Land                                                                  |
| ---------- | --------------------------------------------------------------------- |
| 38         | Frankrijk                                                             |
| 29         | België                                                                |
| 13         | Nederland                                                             |
| 11         | Verenigd Koninkrijk, Italië                                           |
| 10         | Australië, Duitsland, Spanje                                          |
| 8          | Noorwegen                                                             |
| 6          | Denemarken                                                            |
| 5          | Verenigde Staten, Zwitserland                                         |
| 4          | Colombia, Slovenië                                                    |
| 3          | Oostenrijk                                                            |
| 2          | Canada, Ierland, Kazachstan, Letland, Portugal                        |
| 1          | Argentinië, Ecuador, Eritrea, Nieuw-Zeeland, Polen, Rusland, Tsjechië |

1e etappe ·
2e etappe ·
3e etappe ·
4e etappe ·
5e etappe ·
6e etappe ·
7e etappe ·
8e etappe ·
9e etappe ·
10e etappe ·
11e etappe ·

12e etappe ·
13e etappe ·
14e etappe ·
15e etappe ·
16e etappe ·
17e etappe ·
18e etappe ·
19e etappe ·
20e etappe ·
21e etappe
Startlijst · Eindstanden · Afbeeldingen